# 澤列涅 (拜特列克區)
澤列涅是哈薩克斯坦的城鎮，位於該國西部西哈薩克斯坦州，由拜特列克區負責管轄，面積約為9平方公里，距離佩列苗特諾耶12公里，2009年人口1,603。